# Avradstjärnen
Avradstjärnen är en sjö i Malung-Sälens kommun i Dalarna och ingår i Göta älvs huvudavrinningsområde. Sjön har en area på 0,0981 kvadratkilometer och ligger 347 meter över havet.

## Delavrinningsområde
Avradstjärnen ingår i det delavrinningsområde (669021-138497) som SMHI kallar för Utloppet av Norra Lövsjön. Medelhöjden är 336 meter över havet och ytan är 21,96 kvadratkilometer. Räknas de 5 avrinningsområdena uppströms in blir den ackumulerade arean 60,87 kvadratkilometer. Lövån (Stensjöälven) som avvattnar avrinningsområdet har biflödesordning 3, vilket innebär att vattnet flödar genom totalt 3 vattendrag innan det når havet efter 391 kilometer. Avrinningsområdet består mestadels av skog (74 procent) och sankmarker (10 procent). Avrinningsområdet har 2,62 kvadratkilometer vattenytor vilket ger det en sjöprocent på 11,9 procent.